# 2009 في السويد
فيما يلي قوائم الأحداث التي وقعت خلال عام 2009 في السويد.

## ظهور
- 1 يناير – أيكونا بوب

## أفلام
من الأفلام التي صدرت هذه السنة في السويد:
- 18 مايو – ضد المسيح من إخراج لارس فون ترايير.

### يناير
- 9 يناير – غونار نيلسن (مواليد 1919) ممثل سويدي.
- 30 يناير – إينجمار يوهانسون (مواليد 1932) ملاكم سويدي.

### يوليو
- 13 يوليو – هاري كالستروم (مواليد 1939)

### سبتمبر
- 28 سبتمبر – أولف لارسون (مواليد 1956)

### أكتوبر
- 28 أكتوبر – إنغفار كارلسون (مواليد 1947) سائق رالي سويدي.